# نیل بوراک
نیل بوراک (انگلیسی: Nil Burak؛ زادهٔ ۱۹۴۸ (۷۶–۷۷ سال)) خوانندگی، ترانه‌سرا، هنرپیشه اهل ترکیه است. وی از سال ۱۹۷۵ میلادی تاکنون مشغول فعالیت بوده‌است.